# Aglutinina de cacahuate
La aglutinina de cacahuate es una proteína de la categoría de las lectinas derivada de los frutos de Arachis hypogaea. Las lectinas reconocen y se unen a una secuencia de carbohidratos en particular; la aglutinina de cacahuate se une a la secuencia de carbohidratos Gal-β(1-3)-GalNAc. El nombre “aglutinina de cacahuate” se debe a su capacidad para pegar (aglutinar) células, como los eritrocitos tratados con neuramidasa, los cuales poseen glicoproteínas o glucolípidos en su superficie que incluyen la secuencia de carbohidratos Gal-β(1-3)GalNAc.